# Edward Fleming
Edward Fleming (* 25. Juli 1924 in Farum; † 12. Juni 1992 in Kastrup) war ein dänischer Filmregisseur, Drehbuchautor und Schauspieler.

## Werdegang
Edward Fleming begann seine Bühnenkarriere unter dem Namen Flemming Møller als Tänzer und Sänger in der Cirkusrevy. Nachdem er 1950 von der Schauspielschule des Königlichen Theaters abgelehnt worden war, reiste er nach Italien und arbeitete daraufhin (teilweise als Ed Fleming oder Edoardo Flamming) als Nebendarsteller in italienischen, französischen und US-amerikanischen Filmen sowie als Tänzer und Schauspieler in Varietés in Italien und Frankreich. Er war vier Jahre lang erster Tänzer im Lido in Paris. Seine Tätigkeit als Nebendarsteller im Film setzte er ab den 1960er-Jahren in Dänemark fort, wo er unter anderem in acht Filmen der Olsenbande meist den stereotypen, wortkargen Agenten oder Leibwächter verkörperte, etwa als Schwarzer Baron in Die Olsenbande steigt aufs Dach.
Bekanntheit erlangte Edward Fleming jedoch vor allem als Filmregisseur. 1966 wurde er mit 42 Jahren zum Regiestudium an der neu gegründeten Dänischen Filmschule angenommen. 1970 inszenierte er seinen ersten Kinofilm Og så er der bal bagefter, für den er bereits zehn Jahre zuvor das Drehbuch geschrieben hatte. 1976 wurde der von ihm verfasste, inszenierte und produzierte Film Den korte sommer mit einer Bodil als Bester dänischer Film ausgezeichnet. Mit Lille spejl inszenierte er 1978 den ersten dänischen Spielfilm mit einer homosexuellen Hauptfigur. 
Edward Fleming starb im Alter von 67 Jahren in Kastrup. Seine Grabstätte befindet sich auf dem Sundby-Kirkegard in Kopenhagen.

## Filmografie

### Regisseur, Autor und Produzent
- 1966: Magasin (Kurzfilm; Regie)
- 1967: Hjemturen (Kurzfilm; Buch und Regie)
- 1967: Episode (Kurzfilm; Regieassistenz)
- 1968: Mystik om et knald på Amager (Kurzfilm; Buch und Regie)
- 1969: Die Olsenbande in der Klemme (Olsen-banden på spanden; Regieassistenz)
- 1970: Og så er der bal bagefter (Buch und Regie)
- 1974: Nøglehullet (Produktionsleitung)
- 1976: Lyse udsigter (Fernsehfilm; Regie)
- 1976: Den korte sommer (Buch, Regie und Produktion)
- 1978: Lille spejl (Buch, Regie und Filmschnitt)
- 1979: Rend mig i traditionerne (Buch und Regie)
- 1980: Sparekassen (Fernsehfilm; Regie)
- 1983: De uanstændige (Buch, Regie, Produktion und Filmschnitt)
- 1985: Den kroniske uskyld (Buch und Regie)
- 1987: Sidste akt (Buch, Regie und Produktion)
- 1988: Station 13 (Fernsehserie; Regie)

### Schauspieler
- 1952: Mädchenhandel (La tratta delle bianche)
- 1954: Die Frau vom Fluß (La donna del fiume)
- 1955: Die große Hoffnung (La grande speranza)
- 1957: Die Erbarmungslosen (Les fanatiques)
- 1958: Im Mantel der Nacht (Le désordre et la nuit)
- 1960: Robinson et le triporteur
- 1960: The Enemy General
- 1961: Le Sahara brûle
- 1961: Die X-15 startklar (X-15)
- 1963: Achteinhalb (8½)
- 1965: Kaliber 7,65 – Diebesgrüße aus Kopenhagen (Slå først, Frede)
- 1966: Slap af, Frede!
- 1968: Die Olsenbande (Olsen-banden)
- 1969: Geld zum zweiten Frühstück (Tænk på et tal)
- 1969: Die Olsenbande in der Klemme (Olsen-banden på spanden)
- 1971: Med kærlig hilsen
- 1971: Guld til præriens skrappe drenge
- 1972: Man sku' være noget ved musikken
- 1972: Die Olsenbande und ihr großer Coup (Olsen-bandens store kup)
- 1973: I Adams verden (Fernsehfilm)
- 1973: Mig og Mafiaen
- 1974: Skipper & Co.
- 1975: Sønnen fra Vingården
- 1976: Hjerter er trumf
- 1976: Die Olsenbande sieht rot (Olsen-banden ser rødt)
- 1977: Troubadouren (Fernsehfilm)
- 1977: En by i provinsen (Fernsehserie; Episodenrolle)
- 1977: Die Olsenbande schlägt wieder zu (Olsen-banden deruda’)
- 1977: Smertens børn
- 1978: Lille spejl
- 1978: Hør, var der ikke en som lo?
- 1978: Die Olsenbande steigt aufs Dach (Olsen-banden går i krig)
- 1979: Nedrykning (Fernsehfilm)
- 1979: Die Olsenbande ergibt sich nie (Olsen-banden overgi'r sig aldrig)
- 1980: Strejferne (Fernsehfilm)
- 1981: Die Olsenbande fliegt über alle Berge (Olsen-banden over alle bjerge)
- 1982: Bilder der Befreiung (Befrieselsbilleder)
- 1983: Rejseholdet (Fernsehserie; Episodenrolle)
- 1986: Ballerup Boulevard